# Charlotte Kool
Charlotte Kool (* 6. Mai 1999 in Blaricum) ist eine niederländische Radrennfahrerin.

## Sportlicher Werdegang
Als Juniorin wurde Kool Zweite im Straßenrennen bei den niederländischen Meisterschaften 2016.
Im Erwachsenenbereich fuhr Kool zunächst für den Club GRC Jan van Arckel und erhielt nach einigen Erfolgen bei Rennen auf nationalem Niveau für die Saisons 2020 und 2021 einen Vertrag bei NXTG Racing, für das sie im Folgejahr ihre ersten Siege einfuhr. Bei der Baloise Ladies Tour und beim Grand Prix d’Isbergues gewann sie den Sprint jeweils vor Elisa Balsamo, die ihrerseits kurz danach die Weltmeisterschaften gewinnen sollte.
In der Saison 2022 wechselte sie zum Team DSM, einem WorldTeam. In jenem Jahr schaffte sie bei der Simac Ladies Tour erstmals einen Etappensieg auf WorldTour-Niveau, dazu vertrat sie erstmals die niederländische Nationalmannschaft bei der Europameisterschaft.
2023 gelangen ihr drei weitere Sprintsiege in der WorldTour, darunter zwei bei der UAE Tour, jeweils vor Europameisterin Lorena Wiebes, sowie bei der Spanien-Rundfahrt. 2024 konnte sie zunächst nicht an die Erfolge des Vorjahres anknüpfen, was sie auf Atemprobleme bei hoher Intensität zurückführte. Nachdem diese gelöst worden waren, gewann Kool die beiden ersten Etappen der Tour de France Femmes 2024 vor Heimpublikum in den Niederlanden und war damit nicht nur zwei Tage lang Trägerin des Gelben Trikots, sondern führte auch mehrere Tage die Punktewertung an, bevor sie während der vorletzten Etappe aufgab.

## Erfolge
2021
eine Etappe Baloise Ladies Tour
Grand Prix d’Isbergues-Pas de Calais Féminin
2022
Grote Prijs Eco-Struct
eine Etappe Simac Ladies Tour
2023
zwei Etappen und Punktewertung UAE Tour
eine Etappe Vuelta Femenina
Gesamtwertung, zwei Etappen und Punktewertung RideLondon Classique
zwei Etappen Simac Ladies Tour
Omloop der Kempen Ladies
2024
eine Etappe Baloise Ladies Tour
zwei Etappen Tour de France Femmes
2025
eine Etappe Baloise Ladies Tour